# Сыновняя почтительность

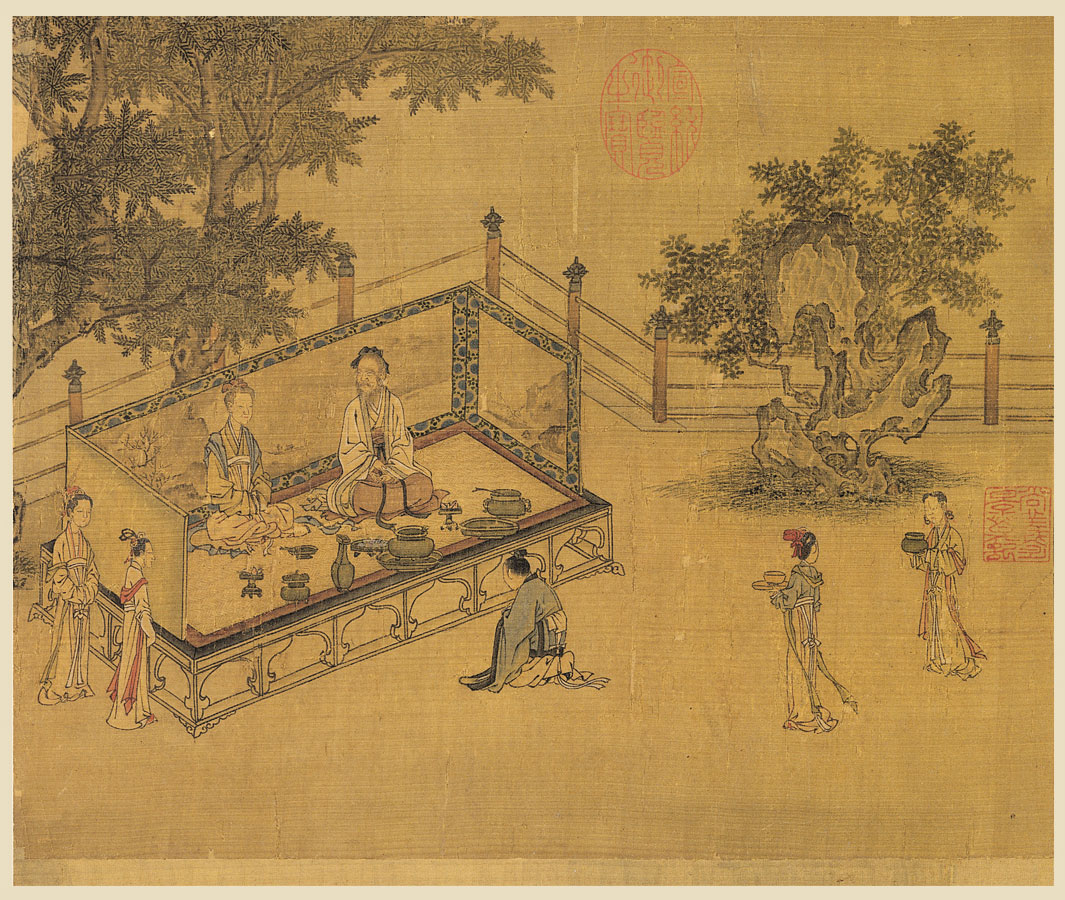
Иллюстрация из трактата Сяо цзин

Сыновняя почтительность сяо (кит. 孝 xiào, яп. こう, кор. 효 хё) — одно из центральных понятий в конфуцианской этике и философии, важный компонент традиционной восточно-азиатской ментальности. В базовом значении относилось к уважению родителей; в более широком смысле распространялось на всех предков. Поскольку в конфуцианстве государю отводилось место «народного родителя» (民之父母), добродетель сяо затрагивала подавляющую часть социально-политической сферы (из «трёх [социальных] устоев» саньган (三纲) сяо напрямую описывало подчинение детей родителям и косвенно — подчинение народа государю. Вне этой модели оставался только принцип подчинения жены мужу). Нарушение норм сяо считалось тягчайшим преступлением.

## «Сяо цзин»
Теория сяо была закреплена текстуально в трактате «Сяо цзин» («Канон сыновней почтительности»), приписываемом Конфуцию. В нём излагается беседа между учителем и его любимым учеником, Цзэн-цзы (曾子). Поскольку этот текст отличался внятностью и сравнительной простотой (всего 388 различных иероглифов), начиная с династии Хань он использовался в качестве учебника для чтения в начальном образовании.
Существенно, что сяо не подразумевает механического выполнения всех прихотей старших. Согласно Сяо цзин, сыновняя критика, направленная на исправление отцовских недостатков, является нормой сяо, — также как и министерский протест, направленный государю во спасение страны. Необходимым основанием для подобной критики является справедливость и (義).

## Ритуальное и моралистическое использование

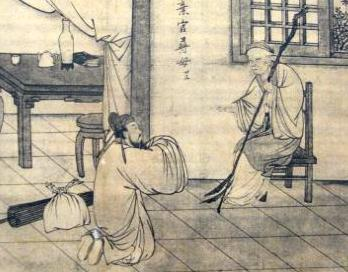
Пример сыновнего благочестия

Иероглиф «сяо» широко представлен в надписях на бронзовых сосудах эпохи Чжоу. Как указано в словаре «Шовэнь», он изображает ребёнка и старого человека; графемы ориентированы вертикально, возможно выражая иерархическое подчинение.
В терминологии Чжоу сяо могло выступать как почетный титул предка, в свою очередь подчеркивая его почтительное отношение к предшественникам. Культ предков был важным элементом в религиозных представлениях китайцев начиная уже с династии Шан. Его соблюдение ритуально выражалось в служении на алтарях клана, которое обеспечивало благосостояние живущих и покой мёртвых; преемственность этого служения символизировала безопасность клана. Нарушение преемственности считалось катастрофой — настолько, что символическое обслуживание алтарей побеждённых кланов иногда сохранялось их соперниками в качестве милости к слабым. Т.о., понятие сяо изначально включало в себя религиозный компонент. (Не только практическое, но и ритуальное почитание старших сохраняется до сих пор. В истории позднеимперского Китая оно стало одной из причин спора в среде католических миссионеров, XVII — нач. XVIII веков, является ли поклонение предкам идолопоклонством).
С другой стороны, с развитием классической философии сяо переросло в абстрактную категорию и моральный императив. Конфуций и его последователи уклонялись от обсуждения религиозной и метафизической стороны культа предков (связанной с погребением и представлениями о потустороннем мире). Несмотря на то, что погребальная церемония для усопших родителей составляла неотъемлемую часть нормы сяо, её выполнение рассматривалось прежде всего как наставление живущим. Сыновняя почтельность выражалась в изготовлении гроба из лучшего дерева, приготовлении савана и траурных одежд, церемониальных сосудов, а также в соблюдении поста. Имя усопшего заносилось на специальную табличку, которая помещалась в храме предков и дважды в год (весной и осенью) становилась объектом поклонения. В позднеимперские времена проявлением сяо было также изготовление церемониального портрета родительской пары.
Траектория использования сяо в промежутке от Зап. Чжоу до конца периода Сражающихся царств обнаруживает примечательную тенденцию: в период Чуньцю отмечается резкое снижение в частотности его использования как в традиционных текстах, так и на эпиграфических носителях. Ю. Пинес объясняет этот феномен противоречием между интересами правящих домов и подчинённых им кланов (а также между основной линией клана и её ответвлениями). Это противоречие внятно сформулировал Хань Фэй (ум. 233 до н. э.): «Почтительный сын своего отца — ненадёжный подданный своего государя». Предполагается, что Конфуций переформулировал понятие сяо, направив его значение от кланового использования к семейному (как отмечает Пинес, «Луньюй» четырежды упоминает просьбы учеников растолковать значение сяо: возможное свидетельство того, что ко времени деятельности Конфуция новая интерпретация этого понятия была необходима). Именно конфуцианское обновление, переведшее сяо на уровень личностных отношений, снова привело это понятие в гармонию с государственной идеологией, которая укрепилась в имперскую эпоху.

## Законодательство
В познеимперский период тяжкое нарушение сыновней почтительности (например, убийство родителей) каралось линчи.